# Dann schon eher der Pianoplayer
Dann schon eher der Pianoplayer est une chanson en allemand interprétée par France Gall. Elle est sortie en Allemagne en single sur le label Decca Records en 1970.
Avec cette chanson, France Gall a participé et terminé à la 11e place, sur un total de 12 participants, au Concours de schlager allemand de 1970 (de). Ce fut sa troisième et dernière participation au concours.

## Développement et composition
La chanson a été écrite par Hans Bradtke et Rüdiger Piesker. L'enregistrement a été produit par Werner Müller.

## Thème de la chanson
La chanson commence ainsi: 	

« Susi aime le guitariste blond
Gaby aime le jeune homme jouant la basse
Les deux sont très sympathiques
mais pourtant je dis
Tous les deux ne seraient pas pour moi !

Plutôt le pianiste
avec les belles mains, là-bas au piano !
Oui,
plutôt le pianiste
avec les yeux fidèles
C'est lui que je souhaite pour moi !
Il a l'air si tendre »

## Liste des pistes
Single 7" 45 tours (1970, Decca D 29 050, Allemagne)
1. Dann schon eher der Pianoplayer (2:46)
2. Ich kann dir nicht böse sein (2:30)[1]